# Зора, Ханна
Ханна Зора (15 марта 1939, Батная, Ирак — 2 октября 2016) — католический прелат, архиепископ Ахваза с 1 мая 1974 года по 10 июня 2011 год, персональный архиепископ Мар Аддая с 10 июня 2011 года по 3 мая 2014 год.

## Биография
Родился в городе Батная, Ирак. 10 июня 1962 года был рукоположён в священника.
1 мая 1974 года Римский папа Павел VI назначил Ханну Зору архиепископом Ахваза. 27 октября 1974 года состоялось рукоположение Ханны Зоры в епископа, которое совершил архиепископ Тегерана Юханнан Семаан Исайи в сослужении с архиепископом Урмии Самуэлем Хауризом и епископом Амадии Ханной Келло.
10 июня 2011 года был назначен архиепископом ad personam Мар Аддая в Торонто. 3 мая 2014 года подал в отставку.